# نورما كول
نورما كول (بالإنجليزية: Norma Cole)‏ هي كاتِبة وشاعرة أمريكية، ولدت في 12 مايو 1945.